# Ozarba besidia
Ozarba besidia är en fjärilsart som beskrevs av Druce 1898. Ozarba besidia ingår i släktet Ozarba och familjen nattflyn. Inga underarter finns listade i Catalogue of Life.